# Participativna demokracija
Participativna demokracija je proces, ki poudarja široko participacijo (odločanje) volivcev pri upravljanju političnih sistemov.
Medtem ko izvor besede demokracija kaže na udeležbo državljanov pri odločitvah (kombinacija grških besed demos - ljudstvo in kratein - vladati), tradicionalne reprezentativne demokracije omejujejo parcitipacijo državljanov na volitve, dejansko vladanje pa prepuščajo politikom.
Participativna demokracija si prizadeva vsem članom skupnosti dati možnost sodelovati pri odločanju in razširiti krog ljudi, ki imajo dostop do takšnih možnosti. Ker je za uspeh celotnega procesa odločanja potrebnih veliko informacij, lahko tehnologija veliko pripomore k omogočanju participativnih modelov.

## Glej Tudi
- Demokracija
- Neposredna demokracija
- Reprezentativna demokracija